# Боровски, Саму
Саму (Шаму) Боровски (венг. Samu Borovszky; 25 октября 1860, Бачордас, Австрийская империя (ныне Каравуково, Воеводина, Сербия) — 24 апреля 1912, Будапешт, Австро-Венгрия) — венгерский историк, геральдист, член-корреспондент Венгерской академии наук (с 1899).

## Биография

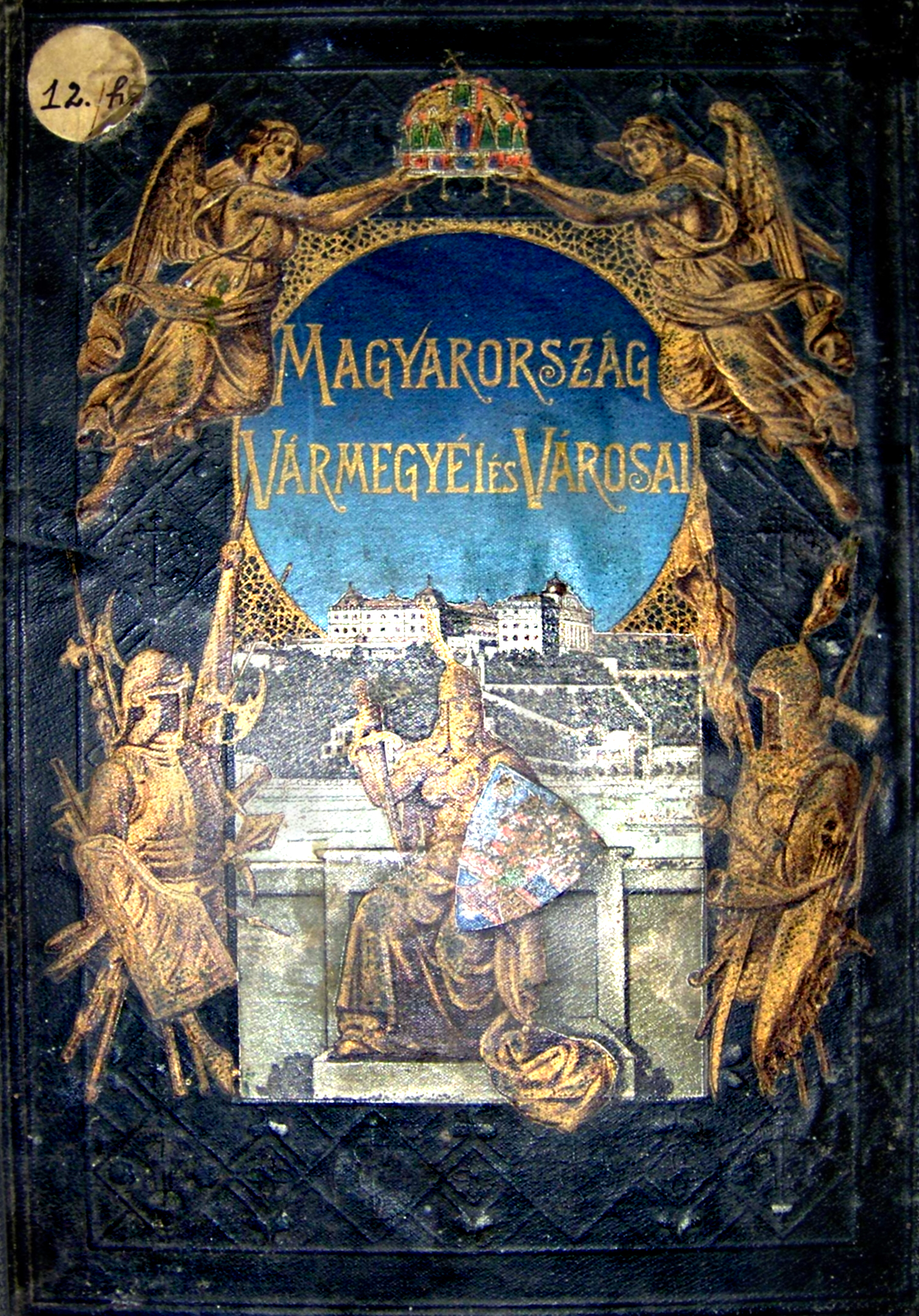
«История комитата Хонт Венгерского королевства» С. Боровски

Сын инженера Пала Боровски де Адамоц (1826–1891), руководившего регуляцией русла Дуная. С 1879 по 1883 год обучался в Будапештском университете. С 1882 года работал секретарём президента Венгерской академии наук Меньхерта Лоньяи. В 1884 год был назначен архивариусом академии.
В 1889 году стал членом совета Исторического общества, а с 1899 года — членом-корреспондентом Венгерской академии наук. С 1909 по 1912 г. — секретарь Исторического общества Венгрии.
Занимался вопросами миграции венгров, венгерской древней и средневековой историей, исследовал финно-угорские языковые связи, изучал геральдику венгерских родов.
С 1896 года редактировал издание книжной серии «Округа и города Венгрии». В том же году выполнил серию картин «Руины Турнянского замка». 

## Избранные труды
- 1883 A dákok. Ethnographiai tanulmány, Budapest
- 1884 A longobardok vándorlása, Századok
- 1885 Martyrologium, Egyet. Phil. Közlöny
- 1889 Vita Scti Severini, Egyet. Phil. Közlöny
- 1894 A honfoglalás története, Budapest
- 1896—1897 Csanád vármegye története 1715-ig. Budapest, I—II.
- 1899 A Szirmay család czímeres levele. Turul, 17. (Varjú Elemérrel)
- 1900 A nagylaki uradalom története, Budapest
- 1901 Egy alajbég telepítései: adatok az Alföld XVII. századi történetéhez, Budapest
- 1900/1931 A népvándorlás kora. Nagy Képes Világtörténet
- 1903 Az időrendbe szedett váradi tüzesvaspróba-lajstrom
- 1908 Szendrő vára
- 1909 Borsod vármegye története, Budapest
- 1911 A nagy francia forradalom. I—V.